# Pittsburgh Pirates (NBL)
Los Pittsburgh Pirates fueron un equipo de baloncesto que jugó dos temporadas en la National Basketball League (NBL), competición antecesora de la actual NBA, con sede en la ciudad de Pittsburgh (Pensilvania). Fue fundado en 1937.

## NBL
El equipo entró en la recién creada NBL en la temporada 1937-38, finalizando en la tercera posición de la División Este con un balance de 8 victorias y 5 derrotas. En la siguiente campaña, los Pirates ocuparon el último lugar de la división tras ganar 13 de 27 partidos. Paul Birch fue el jugador más destacado del equipo en el último año, promediando 10 puntos por partido y siendo incluido en el mejor quinteto de la liga. La franquicia desapareció al final de la temporada.

### Trayectoria
Nota: G: Partidos ganados P:Partidos perdidos 
| Temporada | Liga | G  | P  | %    | Posición | División      | Play-offs       |
| --------- | ---- | -- | -- | ---- | -------- | ------------- | --------------- |
| 1937-38   | NBL  | 8  | 5  | .615 | 3º       | División Este | No se clasificó |
| 1938-39   | NBL  | 12 | 13 | .481 | 4º       | División Este | No se clasificó |